# فرودگاه وین
فرودگاه وین (به انگلیسی: Winn Airport)  یک فرودگاه خصوصی   است که یک باند فرود چمن دارد و طول باند آن ۷۰۱ متر است. این فرودگاه در  کشور ایالات متحده آمریکا قرار دارد و در ارتفاع ۶۲ متری از سطح دریا واقع شده است.